# Municipio de Liberty (condado de Polk)
El municipio de Liberty (en inglés: Liberty Township) es un municipio ubicado en el condado de Polk en el estado de Minnesota, EE. UU.. En el año 2010 tenía una población de 108 habitantes y una densidad poblacional de 1,15 personas por km².

## Geografía
El municipio de Liberty se encuentra ubicado en las coordenadas 47°32′9″N 96°23′5″O / 47.53583, -96.38472. Según la Oficina del Censo de los Estados Unidos, el municipio tiene una superficie total de 93.55 km², de la cual 93,49 km² corresponden a tierra firme y (0,07 %) 0,07 km² es agua.

## Demografía
Según el censo de 2010, había 108 personas residiendo en el municipio de Liberty. La densidad de población era de 1,15 hab./km². De los 108 habitantes, el municipio de Liberty estaba compuesto por el 98,15 % blancos y el 1,85 % eran de una mezcla de razas. Del total de la población el 0,93 % eran hispanos o latinos de cualquier raza.